# 张玉安
張玉安（韓語：장위안，1984年3月4日—），是在韓國活動的中華人民共和國籍藝人 ，也是一位漢語講師。所屬經紀公司為SM C&C。他擁有吉林大學播音與主持專業學士和首爾大學大學院中國語專業在讀碩士學歷。

## 個人經歷
張玉安在遼寧省瀋陽市出生，在鞍山市長大。曾是北京電視台播音員，後前往韓國成為漢語講師。一次偶然的機會經朋友介紹，成為JTBC《非首腦會談》的中國代表，自此一炮打響。

## 電視劇
- 2017年：MBC《Missing9》

## 綜藝節目
- 《非首腦會談》（JTBC）（第1期至第102集）
- 《拜託了冰箱》（JTBC）（第1期）
- 《我朋友的家在哪裏》（JTBC）
- 《我是歌手 (第四季)》（黃致列的“經紀人”）
- 《英雄三国志》（担任中国常驻嘉宾）
- 《SUPER TV》（第3-4集）
- 《Eye Contact》（Channel A）（第7集）

## 外部連結
- 张玉安的Instagram帳戶